# Blunsdon St Andrew
Blunsdon St Andrew – osada i civil parish w Anglii, w Wiltshire, w dystrykcie (unitary authority) Swindon. Leży 6,2 km od miasta Swindon, 59,8 km od miasta Salisbury i 119,2 km od Londynu. W 2011 roku civil parish liczyła 12 414 mieszkańców.